# Barcelona Open 2015
Il Barcelona Open 2015 è stato un torneo di tennis giocato sulla terra rossa. È stata la 63ª edizione del Torneo Godó, parte della categoria ATP World Tour 500 series nell'ambito dell'ATP World Tour 2015. La competizione si è disputata al Real Club de Tenis Barcelona di Barcellona, in Spagna, dal 20 al 26 aprile 2015.

## Partecipanti

### Teste di serie
| Nazionalità | Giocatore             | Ranking* | Testa di serie |
| ----------- | --------------------- | -------- | -------------- |
| Giappone    | Kei Nishikori         | 4        | 1              |
| Spagna      | Rafael Nadal          | 5        | 2              |
| Spagna      | David Ferrer          | 7        | 3              |
| Croazia     | Marin Čilić           | 10       | 4              |
| Spagna      | Feliciano López       | 12       | 5              |
| Francia     | Jo-Wilfried Tsonga    | 14       | 6              |
| Spagna      | Roberto Bautista Agut | 16       | 7              |
| Lettonia    | Ernests Gulbis        | 17       | 8              |
| Spagna      | Tommy Robredo         | 20       | 9              |
| Uruguay     | Pablo Cuevas          | 23       | 10             |
| Argentina   | Leonardo Mayer        | 24       | 11             |
| Germania    | Philipp Kohlschreiber | 25       | 12             |
| Italia      | Fabio Fognini         | 28       | 13             |
| Slovacchia  | Martin Kližan         | 29       | 14             |
| Colombia    | Santiago Giraldo      | 32       | 15             |
| Australia   | Nick Kyrgios          | 34       | 16             |

* Ranking al 13 aprile 2015.

### Altri partecipanti
I seguenti giocatori hanno ricevuto una wild card per il tabellone principale: 
- Roberto Carballés Baena
- Nick Kyrgios
- Albert Montañés
- Elias Ymer

I seguenti giocatori sono passati dalle qualificazioni: 

- Thiemo de Bakker
- Márton Fucsovics
- Jaume Munar
- Andrej Rublëv
- Yūichi Sugita
- James Ward

## Punti
| Torneo    | V   | F   | SF  | QF | 3T | 2T   | 1T   | Q    | Q2   | Q1   |
| Singolare | 500 | 300 | 180 | 90 | 45 | 20   | 0    | 10   | 4    | 0    |
| Doppio    | 500 | 300 | 180 | 90 | 0  | N.D. | N.D. | N.D. | N.D. | N.D. |

## Montepremi
Il montepremi complessivo è di 2.127.035 €.
| Torneo    | V        | F        | SF      | QF      | 3T      | 2T      | 1T     | Q2     | Q1   |
| Singolare | €457.550 | €208.600 | €97.170 | €46.375 | €22.565 | €12.025 | €7.000 | €1.295 | €670 |
| Doppio    | €142.750 | €64.420  | €30.380 | €14.680 | €7.510  | N.D.    | N.D.   | N.D.   | N.D. |

## Campioni

### Singolare
Kei Nishikori ha sconfitto in finale  Pablo Andújar per 6−4, 6−4.
- È il nono titolo in carriera per Nishikori, il secondo del 2015.

### Doppio
Marin Draganja /  Henri Kontinen hanno sconfitto in finale  Jamie Murray /  John Peers per 6–3, 6(6)–7, [11–9].